# Rozalia Oros
Rozalia Oros (ungerska: Rozália Orosz), född den 28 januari 1964 i Satu Mare, Rumänien, är en rumänsk fäktare som tog OS-silver i damernas lagtävling i florett i samband med de olympiska fäktningstävlingarna 1984 i Los Angeles.